# Microterys clauseni
Microterys clauseni är en stekelart som beskrevs av Compere 1926. Microterys clauseni ingår i släktet Microterys och familjen sköldlussteklar. Inga underarter finns listade i Catalogue of Life.